# Minimum de Spörer
Le minimum de Spörer décrit une période de faible activité solaire qui a duré des années 1420 aux années 1570.

## Le phénomène climatique
Il a été découvert rétrospectivement par analyse de la proportion de carbone 14 dans les cernes des arbres, qui est fortement corrélée avec l'activité solaire. Il est nommé d'après l'astronome allemand Gustav Spörer.
| Extrémum                                            | Début | Fin      |
| --------------------------------------------------- | ----- | -------- |
| Minimum d'Oort                                      | 1010  | 1050     |
| Minimum d'Oort (voir Optimum climatique médiéval)   | 1040  | 1080     |
| Maximum médiéval (voir Optimum climatique médiéval) | 1100  | 1250     |
| Minimum de Wolf                                     | 1280  | 1350     |
| Minimum de Spörer                                   | 1450  | 1550     |
| Minimum de Maunder                                  | 1645  | 1715     |
| Minimum de Dalton                                   | 1790  | 1820     |
| Maximum moderne                                     | 1950  | en cours |
| Petit âge glaciaire,                                | 1350  | 1850     |

Activité solaire déduite des enregistrements basés sur le carbone 14. Attention: le présent est à gauche. Les valeurs depuis 1900 ne sont pas montrées

Comme le plus prononcé minimum de Maunder, le minimum de Spörer coïncide avec une période où le climat de la Terre était plus froid que la moyenne. Cette coïncidence a généré des hypothèses sur le fait qu'une faible activité solaire produisait des températures plus faible sur Terre, bien que le mécanisme par lequel l'activité solaire produirait des changements climatiques n'ait pas été établi. Une théorie repose sur la modification de l'oscillation Arctique/Atlantique nord due au changement de l'intensité du rayonnement solaire.
Wilfried Schröder a publié une table d'aurores boréales observées durant le minimum de Spörer qui montre que le cycle solaire était actif.